# تهوها خالصه
تهوها خالصه (به انگلیسی: Thoha Khalsa) یک منطقهٔ مسکونی در پاکستان است که در اسلام‌آباد واقع شده‌است. تهوها خالصه ۷۰۰ متر بالاتر از سطح دریا واقع شده‌است.